# Epitrotonotus flavipunctatus
Epitrotonotus flavipunctatus är en fjärilsart som beskrevs av M.Gaede 1928. Epitrotonotus flavipunctatus ingår i släktet Epitrotonotus och familjen tandspinnare. Inga underarter finns listade i Catalogue of Life.